# مرض ماتشادو جوزيف
مرض ماتشادو جوزيف المعروف أيضًا باسم مرض ماتشادو جوزيف الأزوري، أو مرض ماتشادو، أو مرض جوزيف، أو الرنح النخاعي المخيخي النوع 3، هو مرض وراثي صبغي جسدي سائد تنكسي عصبي نادر، غالبًا ما يتسبب في رنح مخيخي متزايد، ما يؤدي إلى نقص السيطرة على العضلات وتناسق الحركة في الأطراف العلوية والسفلية. تنجم الأعراض عن طفرة جينية تؤدي إلى تكرار حدوث ثلاثي النوكليوتيد (سي إيه جي) (CAG) غير الطبيعي في جين (إيه تي إكس إن 3) (ATXN3) الذي ينتج عنه تكوين غير طبيعي من البروتين المسمى أتاكسين الذي يسبب انحلال الخلايا في الدماغ الخلفي. من الشائع تشخيص مرض ماتشادو جوزيف بشكل خاطئ على أنه نتيجة للثمالة أو مرض الشلل الرعاش بسبب بعض الأعراض مثل الخرق والتصلب.
مرض ماتشادو جوزيف هو نوع من الرنح النخاعي المخيخي وهو السبب الأشيع للرنح الصبغي الجسدي السائد. يسبب هذا المرض شلل العين ومزيجًا من الرنح الحسي والمخيخي.

## الأعراض
أعراض مرض ماتشادو جوزيف هي ضعف الذاكرة، والتشنج، وصعوبة في النطق والبلع، وضعف في الذراعين والساقين، والخرق، والتبول المتكرر، وحركات العين اللاإرادية. يمكن أن تبدأ الأعراض في مرحلة المراهقة المبكرة وتتفاقم مع مرور الوقت. يؤدي المرض في النهاية إلى الشلل. ومع ذلك عادة ما تظل الوظائف الفكرية كما هي.

## الوراثيات
تعد جزيرتا فلوريس وساو ميغيل مركزي مرض ماتشادو جوزيف في جزر الأزور.
لمرض ماتشادو جوزيف أصول متعددة لأن الرنح النخاعي المخيخي النوع 3 يأتي من نمط فرداني له أربعة أصول مختلفة لا من أصل واحد في جزر الأزور. حيث أن اليابان والبرازيل وفرنسا تعتبر مناطق مؤسسة للرنح النخاعي المخيخي النوع 3.
يعتقد أن الرنح النخاعي المخيخي النوع 3 على جزر الأزور جاء من شمال شرق البرتغال حيث عاش اليهود السفارديم. كما يوجد أصول لطفرات المرض في بلجيكا وغويانا الفرنسية والجزائر. لدى البرتغال طفرتين، بينما يوجد لدى البرازيل وفرنسا طفرة واحدة، ويمثل الألمان غالبية مرضى ماتشادو جوزيف في الولايات المتحدة الأمريكية. يوجد لدى مرضى ماتشادو جوزيف الأزوريون موضعهم على كروموسوم (14q24.3-32) وهو نفسه لدى اليابانيين الذين يعانون من المرض. كان أول مريض شُخص بالمرض من أصل آزوري وهو ويليام ماتشادو، وكانت ذريته هم أول من شُخصوا بالمرض في نيو إنجلاند. كما تم تشخيص عائلة جوزيف الأزورية التي تعيش في كاليفورنيا بنفس المرض. عُثر على نفس أصل مرض ماتشادو جوزيف في جزر الأزور وفي الساحل الشمالي الغربي لأمريكا. ليس البرتغاليون وحدهم هم الذين حصلوا على طفرة مرض ماتشادو جوزيف، إذ حصل الأمريكيون من أصل أفريقي والهنود والإيطاليون واليابانيون عليها أيضًا.
تشير التقديرات إلى أن الطفرة التي تسببت في الرنح النخاعي المخيخي من النوع 3 في الصين قد حدثت منذ 8 آلاف إلى 17 ألف عام.
يبدو أن أقدم طفرة مسببة للمرض في اليابان قد حدثت منذ حوالي 5774 +/- 1116 عامًا.
بينما حدثت الطفرة المسببة للمرض في الأستراليين الأصليين منذ حوالي 7000 عام. نظرًا لأن هذه الطفرة قد شوركت مع عائلات أخرى في آسيا، فمن المحتمل أنها وصلت إلى أستراليا.
هناك أنماط فردانية مشتركة لمرض ماتشادو جوزيف الذي يصيب الأزوريين واليابانيين، لكن يمتلك المرض الذي يصيب الأزوريين أنماطًا فردانية من أصلين مختلفين.

## الفيزيولوجيا المرضية
يحدث المرض بسبب طفرة في جين (ATXN3) الواقع على الكروموسوم 14q (14q32.1). يحتوي الجين في إكسون 10 على تكرارات غير منتظمة طويلة من الكود (CAG)، ينتج بروتينًا متحورًا يسمى (ataxin-3). (يتراوح عدد النسخ عادة بين 13 و41 نسخة). مرض ماتشادو جوزيف هو مرض وراثي صبغي جسدي سائد، ما يعني أنه إذا أعطى أي من الوالدين الجين المعيب لطفلهم، فإن الطفل ستظهر عليه أعراض المرض. لذلك إذا كان أحد الوالدين يعاني من هذا المرض ولم يعان الوالد الآخر، فستكون هناك فرصة 50% لوراثة الطفل لهذا المرض.
يعتبر الجسر (وهو جسم موجود على جذع الدماغ) واحدًا من المناطق المتأثرة بمرض ماتشادو جوزيف. يتأثر الجسم المخطط (المنطقة الدماغية المسؤولة عن التوازن والحركة) أيضًا بهذا المرض، وهو ما يمكن أن يفسر كلا من المشاكل الحركية الرئيسة التي يسببها مرض ماتشادو جوزيف: شد وتلّوي الأطراف والحركات المفاجئة وغير المنتظمة.
يتراكم هذا البروتين في الخلايا المصابة ويحشد الأجسام المشتملة الموجودة داخل النواة. يُفترض أن هذه التجمعات غير القابلة للذوبان تتداخل مع النشاط الطبيعي للنواة وتحث الخلية على التدهور والموت.

## التشخيص
يمكن تشخيص مرض ماتشادو جوزيف عبر التعرف على أعراض المرض وأخذ التاريخ العائلي. يسأل الأطباء المرضى حول نوع الأعراض التي يعاني منها الأقارب المصابون بالمرض، وتطور الأعراض، وشدتها، وتوقيتات ظهورها لدى أفراد الأسرة.
يمكن إجراء التشخيص السابق للأعراض لمرض ماتشادو جوزيف عبر اختبار وراثي. أتيح الاكتشاف المباشر للطفرة الجينية المسؤولة عن مرض ماتشادو جوزيف منذ عام 1995. يفحص الاختبار الوراثي عدد مرات تكرار الثلاثي (CAG) داخل منطقة التشفير لجين (MJD/ATXN3) على الكروموسوم الرابع عشر. سيكون هذا الاختبار إيجابيًا للمرض إذا احتوت هذه المنطقة على 61-87 تكرارًا، بينما يحتوي الأفراد الطبيعيين على 12-44 تكرارًا. يكمن أحد أوجه القصور في هذا الاختبار في أنه إذا كان عدد مرات تكرار (CAG) للفرد الذي يختبَر يقع في المنتصف بين الرقمين (من 45 إلى 60 تكرارًا)، فلن يتمكن الاختبار من التنبؤ بما إذا كان الفرد سيصاب بأعراض مرض ماتشادو جوزيف في المستقبل أم لا.

## العلاج
لا يوجد علاج لمرض ماتشادو جوزيف. ولكن تتوفر علاجات لبعض الأعراض. فمثلًا يمكن تقليل التشنج باستخدام الأدوية المضادة للتشنج مثل باكلوفين. ويمكن علاج أعراض الشلل الرعاش بعقار ليفودوبا. أيضًا يمكن أن تقلل المنظارات الموشورية من الشفع (ازدواج الرؤية). يمكن أن يساعد العلاج الطبيعي و/أو العلاج الوظيفي عن طريق وصف أدوات مساعدة للحركة لزيادة استقلالية المرضى، والتدريب على المشية، ووصف التمارين للحفاظ على حركة المفاصل المختلفة، وتحسين الصحة العامة لتقليل احتمال السقوط أو الإصابة نتيجة السقوط. يمكن للمشايات والكراسي المتحركة أن تساعد المرضى بشكل كبير في المهام اليومية. سيواجه بعض المرضى صعوبات في النطق والبلع، فيمكن لطبيب أمراض النطق واللغة مساعدة المرضى على تحسين قدراتهم على التواصل وعلاج مشكلاتهم مع البلع.

## المآل
متوسط العمر المتوقع للمرضى الذين يعانون من أشكال حادة من مرض ماتشادو جوزيف هو حوالي 35 سنة. أولئك الذين لديهم أشكال معتدلة من المرض لديهم متوسط عمر متوقع طبيعي. سبب وفاة أولئك الذين يموتون مبكرًا هو ذات الرئة الشفطي.

## التاريخ
اكتُشف المرض أول مرة في عام 1972.
لم يُسمَ مرض ماتشادو جوزيف باسم الباحثين الذين اكتشفوه على عكس العديد من الحالات الطبية الأخرى. بل سمي تيمنًا بالرجلين (وليام ماتشادو وأنتون جوزيف) اللذين كانا آباء العائلات التي وُصف المرض فيها عند اكتشافه. تقع أعلى نسبة انتشار لهذا المرض في جروت أيلاند في أستراليا حيث يعاني 5% من السكان حاليًا من أعراض هذا المرض أو في خطر الإصابة به، تليها جزيرة فلوريس الآزورية حيث يشخص حوالي 1 من كل 140 فردًا من السكان بمرض ماتشادو جوزيف.